# Klon
Klon è un film del 1993 diretto da Lino Del Fra.

## Trama
Paolo, Simone e Sibilla sono tre amici che si trovano in villeggiatura in campagna, nelle vicinanze di un grande parco cintato da un muro e sorvegliato da agenti armati, fanno amicizia con un ragazzo del luogo, Toni. Riescono ad intrufolarsi nella sede dell'istituto Klon, un laboratorio misterioso, diretto dal professore Zigote, il quale ufficialmente si occupa solo della riproduzione per clonazione di piante e rane ma in realtà ha già sperimentato la clonazione di uomini. Molti sono interessati a questa sensazionale scoperta come alcuni affaristi, guidati dal commendatore Colomba, cercheranno di trattare con il professore, senza concludere l'acquisto. Zigote pretende d'essere il manager dell'affare. Mentre i ragazzi sono fatti prigionieri, e Zigote pensa di clonarli, entrano nell'istituto tre ladri, i quali, scoperti, si nascondono fra "i surgelati", ossia individui pronti per la clonazione. I ragazzi nel frattempo liberatisi si interessano a due robot, specie Simone che si fa spiegare da Stravinskij il codice di Erasmo, riuscendo a comandarlo. I ladri invece tentano invano di rubare il "cervello" della clonazione. Il professore Zigote spiega ai ragazzi che egli lavora per la felicità dell'umanità: infatti, nel futuro, grazie alla clonazione, gli uomini ubbidiranno per convinzione, guardando la televisione.